# Conde de Sousa e Faro
Conde de Sousa e Faro é um título nobiliárquico criado por D. Carlos I de Portugal, por Decreto de 21 de Outubro de 1907, em favor de Claudino Augusto Carneiro de Sousa e Faro.
Titulares
1. Claudino Augusto Carneiro de Sousa e Faro, 1.º Conde de Sousa e Faro.

Após a Implantação da República Portuguesa, e com o fim do sistema nobiliárquico, usou o título: 
1. Bernardo Carneiro de Sousa e Faro, 2.º Conde de Sousa e Faro.